# Cité Chaptal
La cité Chaptal est une voie du 9e arrondissement de Paris, en France.

## Situation et accès
La cité Chaptal est une voie publique située dans le 9e arrondissement de Paris. Elle commence au 20 bis, rue Chaptal et se termine en impasse. Au bout de celle-ci, est situé l'International Visual Theatre, dirigé par Emmanuelle Laborit.

## Origine du nom

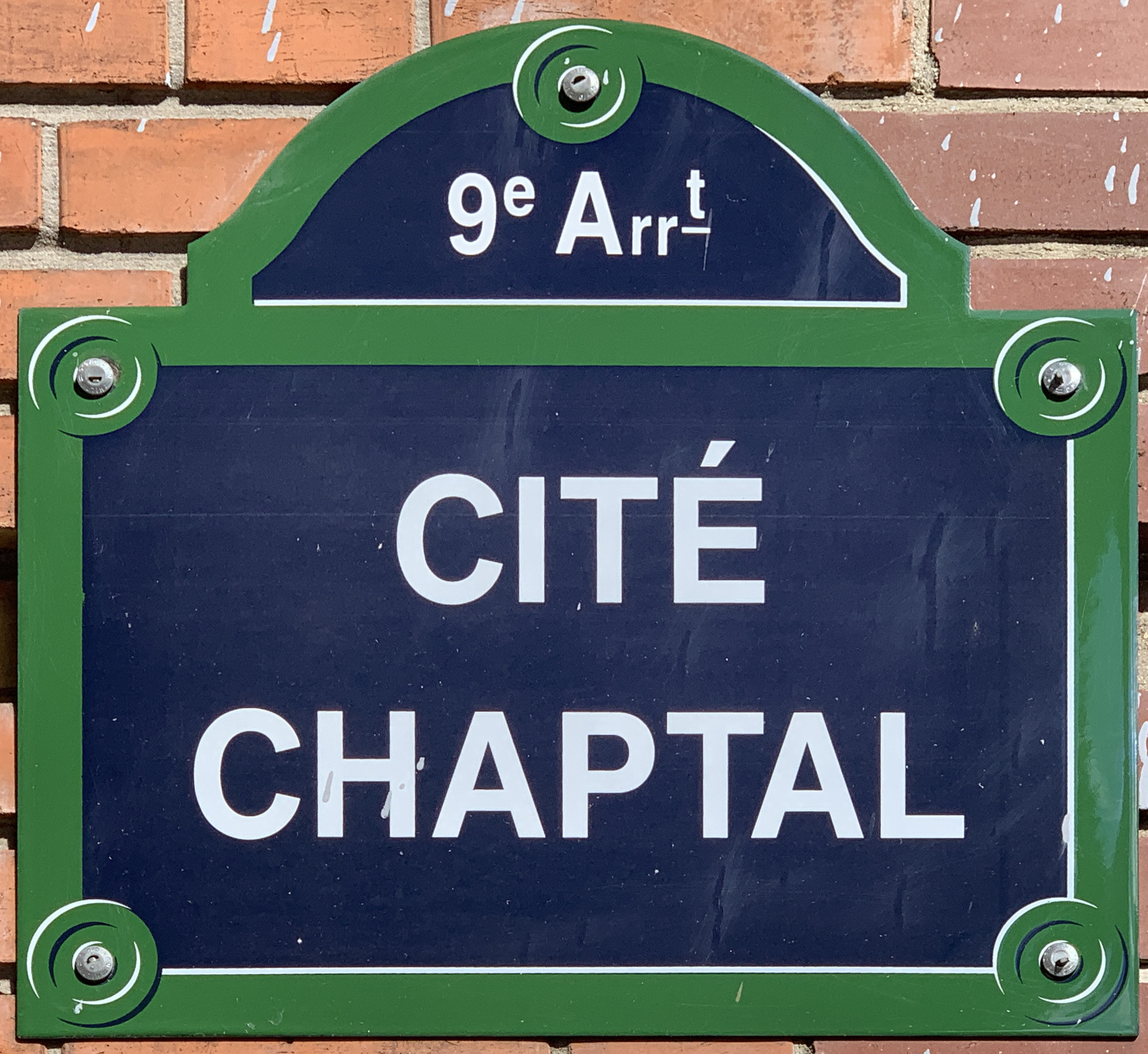
Plaque de la rue.

Elle porte le nom du chimiste et homme politique français, Jean Chaptal (1756-1832), en raison de sa proximité avec la rue éponyme et qui était aussi propriétaire des terrains.

## Historique
Cette voie a été ouverte en même temps que la rue Chaptal, en vertu d'une ordonnance royale du 12 janvier 1825, par laquelle MM. Alexandre Delessert et Lavocat étaient autorisés à ouvrir sur leurs terrains une rue qui communiquerait de la rue Blanche à la rue Pigalle.

## Bâtiments remarquables, lieux de mémoire
- N° 7 : ancien théâtre du Grand-Guignol (1896-1963), chapelle de couvent du début du 19e siècle convertie en atelier d'artiste par le peintre orientaliste Georges Rochegrosse (1859-1938), puis en théâtre à partir de 1896 par Oscar Méténier. Aujourd'hui siège de l'International Visual Theatre depuis 2004. Propriété de la Ville de Paris.

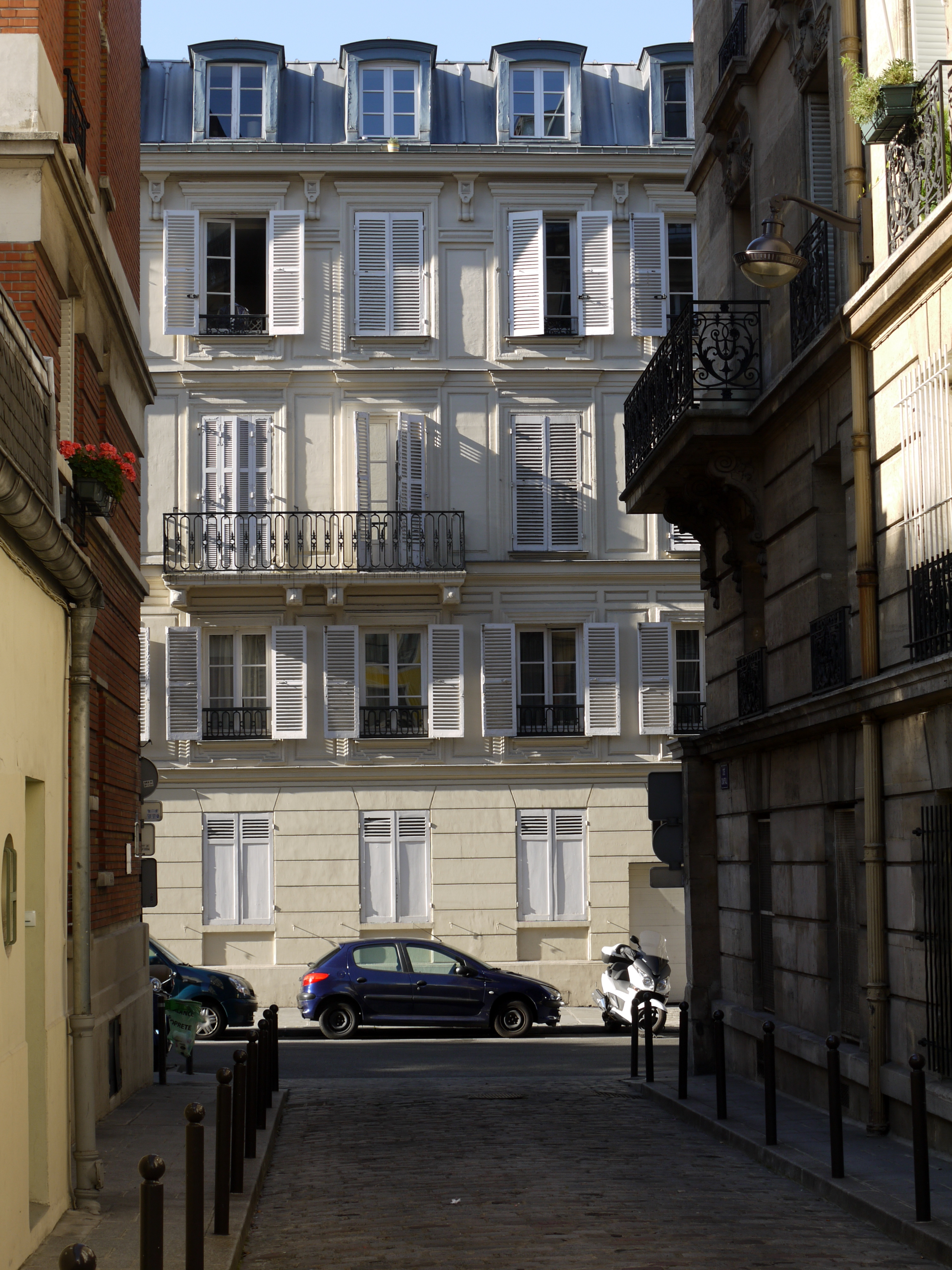
Rue Chaptal, vue depuis la cité Chaptal.
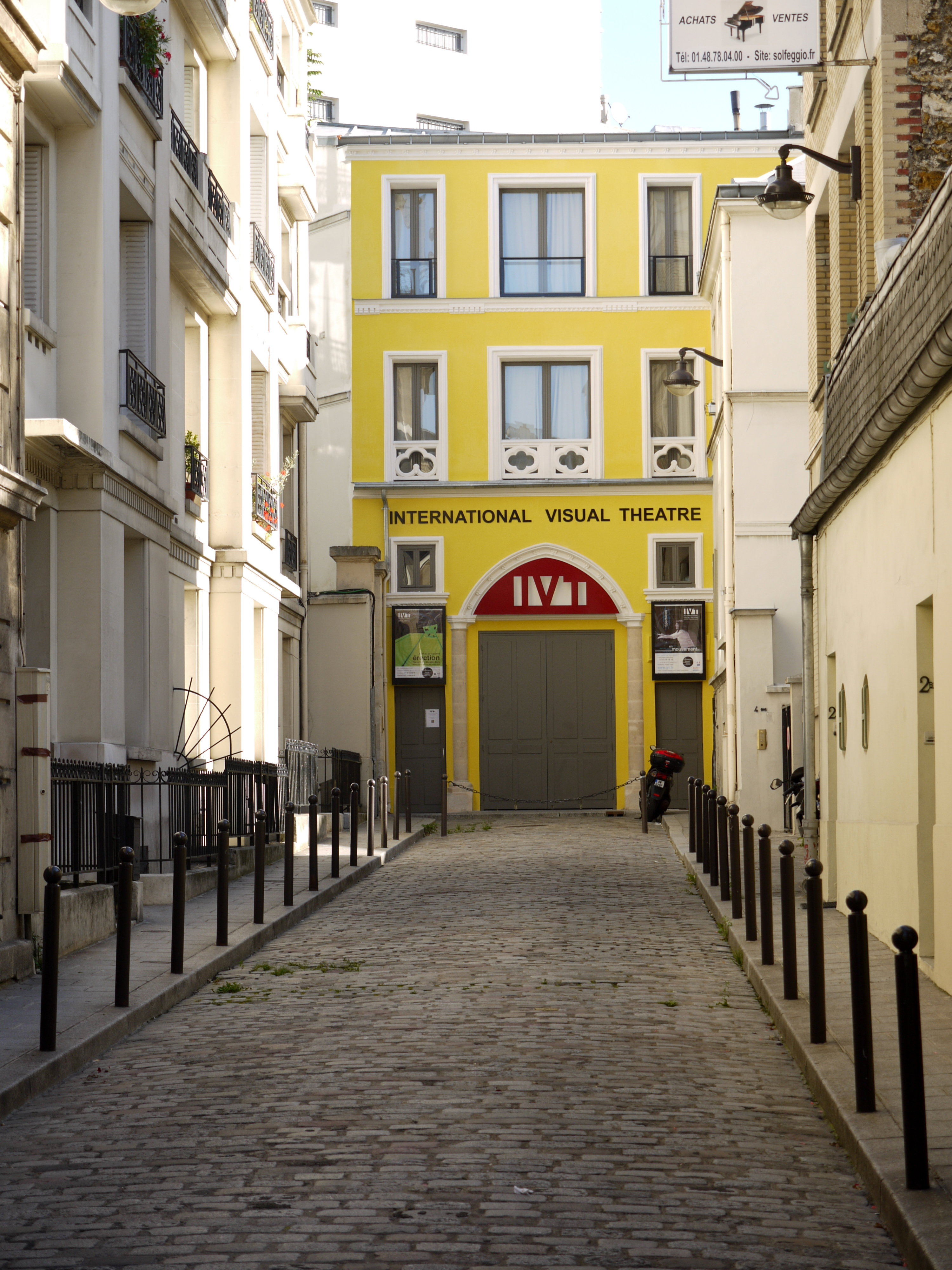
L'International Visual Theater au n° 7.